# Silver 'n Wood
Silver 'n Wood è un album in studio del pianista jazz statunitense Horace Silver, pubblicato nel 1976.

## Tracce
1. The Tranquilizer Suite Part 1: Keep On Gettin' Up
2. The Tranquilizer Suite Part 2: Slow Down
3. The Tranquilizer Suite Part 3: Time And Effort
4. The Tranquilizer Suite, Part 4: Perseverance And Endurance
5. The Process Of Creation Suite Part 1: Motivation
6. The Process Of Creation Suite Part 2: Activation
7. The Process Of Creation Suite Part 3: Assimilation
8. The Process Of Creation Suite Part 4: Creation

## Formazione
- Horace Silver - piano, arrangiamenti
- Tom Harrell - tromba
- Bob Berg - sassofono tenore
- Ron Carter - basso
- Al Foster - batteria
- Buddy Collette, Fred Jackson Jr. - flauto, ottavino
- Jerome Richardson - sassofono soprano
- Lanny Morgan - sassofono alto
- Jack Nimitz - sassofono baritono, flauto
- Bill Green - sassofono basso, flauto
- Garnett Brown - trombone (tracce 1-4)
- Frank Rosolino - trombone (tracce 5-8)
- Wade Marcus - direzione